# Filmografia lui Humphrey Bogart
Aceasta este filmografia lui Humphrey Bogart (25 decembrie 1899 - 14 ianuarie 1957), un actor american a cărui carieră a durat treizeci și cinci de ani. A apărut în peste șaptezeci de filme. Bogart a fost nominalizat la trei premii Oscar pentru cel mai bun actor pentru filmele Casablanca, Revolta de pe Caine și Regina africană (1951). Pentru rolul lui Charlie Allnut din Regina africană, Bogart a primit premiul Oscar pentru cel mai bun actor.

## Filmografie

### 1928–1940
| An   | Film                           | Titlul în română                          | Rol                                     | Regizor           | Note                               |
| ---- | ------------------------------ | ----------------------------------------- | --------------------------------------- | ----------------- | ---------------------------------- |
| 1928 | The Dancing Town               |                                           | Man in Doorway at Dance                 | Edmund Lawrence   | scurtmetraj                        |
| 1930 | Broadway's Like That           |                                           | Ruth's Fiance                           | Arthur Hurley     | scurtmetraj Vitaphone              |
| 1930 | Up the River                   | Pe râu în sus                             | Steve Jordan                            | John Ford         | debut cinematografic în lungmetraj |
| 1930 | A Devil with Women             |                                           | Tom Standish                            | Irving Cummings   |                                    |
| 1931 | Body and Soul                  |                                           | Jim Watson                              | Alfred Santell    |                                    |
| 1931 | The Bad Sister                 |                                           | Valentine Corliss                       | Hobart Henley     |                                    |
| 1931 | A Holy Terror                  |                                           | Steve Nash                              | Irving Cummings   |                                    |
| 1931 | Women of All Nations           |                                           | Stone                                   | Raoul Walsh       | scene șterse                       |
| 1932 | Love Affair                    | Poveste de dragoste                       | Jim Leonard                             | Thornton Freeland |                                    |
| 1932 | Big City Blues                 |                                           | Shep Adkins                             | Mervyn LeRoy      | Nemenționat                        |
| 1932 | Three on a Match               |                                           | Harve                                   | Mervyn LeRoy      |                                    |
| 1934 | Midnight                       |                                           | Garboni                                 | Chester Erskine   |                                    |
| 1936 | The Petrified Forest           | Pădurea împietrită                        | Duke Mantee                             | Archie Mayo       |                                    |
| 1936 | Bullets or Ballots             |                                           | Nick "Bugs" Fenner                      | William Keighley  |                                    |
| 1936 | Two Against the World          |                                           | Sherry Scott                            | William C. McGann |                                    |
| 1936 | China Clipper                  |                                           | Hap Stuart                              | Ray Enright       |                                    |
| 1936 | Isle of Fury                   |                                           | Valentine "Val" Stevens                 | Frank McDonald    |                                    |
| 1937 | Black Legion                   |                                           | Frank Taylor                            | Archie Mayo       |                                    |
| 1937 | The Great O'Malley             |                                           | John Phillips                           | William Dieterle  |                                    |
| 1937 | Marked Woman                   | Femei de noapte / O femeie cu voință      | David Graham                            | Lloyd Bacon       |                                    |
| 1937 | Kid Galahad                    |                                           | Turkey Morgan                           | Michael Curtiz    |                                    |
| 1937 | San Quentin                    |                                           | Joe "Red" Kennedy                       | Lloyd Bacon       |                                    |
| 1937 | Dead End                       |                                           | Hugh "Baby Face" Martin                 | William Wyler     |                                    |
| 1937 | Stand-In                       |                                           | Doug Quintain                           | Tay Garnett       |                                    |
| 1938 | Swing Your Lady                |                                           | Ed Hatch                                | Ray Enright       |                                    |
| 1938 | Crime School                   |                                           | Deputy Commissioner Mark Braden         | Lewis Seiler      |                                    |
| 1938 | Men Are Such Fools             |                                           | Harry Galleon                           | Busby Berkeley    |                                    |
| 1938 | Racket Busters                 |                                           | Pete "Czar" Martin                      | Lloyd Bacon       |                                    |
| 1938 | The Amazing Dr. Clitterhouse   | Dubla existență a doctorului Clitterhouse | "Rocks" Valentine                       | Anatole Litvak    |                                    |
| 1938 | Angels with Dirty Faces        | Îngeri cu fețe murdare                    | James Frazier                           | Michael Curtiz    |                                    |
| 1938 | Swingtime in the Movies        |                                           | În rolul său                            | Crane Wilbur      | Nemenționat                        |
| 1939 | King of the Underworld         | Regele lumii interlope                    | Joe Gurney                              | Lewis Seiler      |                                    |
| 1939 | The Oklahoma Kid               |                                           | Whip McCord                             | Lloyd Bacon       |                                    |
| 1939 | You Can't Get Away with Murder | Nu poți scăpa de crimă                    | Frank Wilson                            | Lewis Seiler      |                                    |
| 1939 | Dark Victory                   | Victoria întunericului                    | Michael O'Leary                         | Edmund Goulding   |                                    |
| 1939 | The Roaring Twenties           | În umbra prohibiției                      | George Hally                            | Raoul Walsh       |                                    |
| 1939 | The Return of Doctor X         |                                           | Dr. Maurice Xavier, aka Marshall Quesne | Vincent Sherman   |                                    |
| 1939 | Invisible Stripes              | Dungi invisibile                          | Chuck Martin                            | Lloyd Bacon       |                                    |
| 1940 | Virginia City                  |                                           | John Murrell                            | Michael Curtiz    |                                    |
| 1940 | It All Came True               |                                           | Grasselli aka Chips Maguire             | Lewis Seiler      |                                    |
| 1940 | Brother Orchid                 | Fratele Orhidee                           | Jack Buck                               | Lloyd Bacon       |                                    |
| 1940 | They Drive by Night            | Ei șofează noaptea                        | Paul Fabrini                            | Raoul Walsh       |                                    |

### 1941–1950
| An   | Film                             | Titlul în română                        | Rol                             | Regizor              | Actriță principală |
| ---- | -------------------------------- | --------------------------------------- | ------------------------------- | -------------------- | ------------------ |
| 1941 | High Sierra                      | Sierra înaltă                           | Roy Earle                       | Raoul Walsh          | Ida Lupino         |
| 1941 | The Wagons Roll at Night         | Caravanele circulă noaptea              | Nick Coster                     | Ray Enright          | Sylvia Sidney      |
| 1941 | The Maltese Falcon               | Șoimul maltez                           | Sam Spade                       | John Huston          | Mary Astor         |
| 1941 | All Through the Night            | În cursul nopții                        | Gloves Donahue                  | Vincent Sherman      | Kaaren Verne       |
| 1942 | The Big Shot                     | Marele gangster                         | Joseph "Duke" Berne             | Lewis Seiler         | Irene Manning      |
| 1942 | Across the Pacific               | Dincolo de Pacific                      | Rick Leland                     | John Huston          | Mary Astor         |
| 1942 | Casablanca                       | Casablanca                              | Rick Blaine                     | Michael Curtiz       | Ingrid Bergman     |
| 1943 | Action in the North Atlantic     | Acțiune în Atlanticul de Nord           | Lt. Joe Rossi                   | Lloyd Bacon          | Julie Bishop       |
| 1943 | Sahara                           | Frăția Saharei                          | Sgt. Joe Gunn                   | Zoltan Korda         |                    |
| 1943 | Thank Your Lucky Stars           |                                         | În rolul său                    | David Butler         |                    |
| 1944 | Passage to Marseille             | Pasaj spre Marsilia                     | Jean Matrac                     | Michael Curtiz       | Michele Morgan     |
| 1944 | To Have and Have Not             | A avea sau a nu avea                    | Harry "Steve" Morgan            | Howard Hawks         | Lauren Bacall      |
| 1944 | I Am an American                 |                                         | În rolul său                    | Crane Wilbur         |                    |
| 1945 | Conflict                         | Conflict                                | Richard Mason                   | Curtis Bernhardt     | Alexis Smith       |
| 1946 | The Big Sleep                    | Somnul de veci                          | Philip Marlowe                  | Howard Hawks         | Lauren Bacall      |
| 1946 | Two Guys From Milwaukee          | Doi tipi din Milwaukee                  | În rolul său                    | David Butler         |                    |
| 1947 | Dead Reckoning                   | Răfuială mortală                        | Capt. "Rip" Murdock             | John Cromwell        | Lizabeth Scott     |
| 1947 | The Two Mrs. Carrolls            | Cele două doamne Carroll                | Geoffrey Carroll                | Peter Godfrey        | Barbara Stanwyck   |
| 1947 | Dark Passage                     | Pasaj întunecat                         | Vincent Parry                   | Delmer Daves         | Lauren Bacall      |
| 1948 | The Treasure of the Sierra Madre | Comoara din Sierra Madre                | Fred C. Dobbs                   | John Huston          |                    |
| 1948 | Key Largo                        | Key Largo                               | Frank McCloud                   | John Huston          | Lauren Bacall      |
| 1948 | Always Together                  |                                         | În rolul său                    | Frederick De Cordova |                    |
| 1949 | Knock on Any Door                | Bate la oricare ușă / Bate la orice ușă | Andrew Morton                   | Nicholas Ray         |                    |
| 1949 | Tokyo Joe                        | Joe, barmanul din Tokyo                 | Joseph "Joe" Barrett            | Stuart Heisler       | Florence Marly     |
| 1950 | Chain Lightning                  |                                         | Lt. Col. Matthew "Matt" Brennan | Stuart Heisler       | Eleanor Parker     |
| 1950 | In a Lonely Place                | Într-un loc singuratic                  | Dixon Steele                    | Nicholas Ray         | Gloria Grahame     |

### 1951–1956
| An   | Film                  | Titlul în română                           | Rol                            | Regizor              | Actriță principală                |
| ---- | --------------------- | ------------------------------------------ | ------------------------------ | -------------------- | --------------------------------- |
| 1951 | The Enforcer          | Procurorul / Executantul                   | Procuror-șef Martin Ferguson   | Bretaigne Windust    |                                   |
| 1951 | Sirocco               | Sirocco                                    | Harry Smith                    | Curtis Bernhardt     | Marta Toren                       |
| 1951 | The African Queen     | Regina africană / Regina Africană          | Charlie Allnut                 | John Huston          | Katharine Hepburn                 |
| 1952 | Deadline — U.S.A.     | Ediție specială / Închiderea ediției - SUA | Ed Hutcheson                   | Richard Brooks       | Kim Hunter                        |
| 1953 | The Road to Bali      | Drumul spre Bali                           | În rolul său                   | Hal Walker           |                                   |
| 1953 | Battle Circus         | Circul de bătălie                          | Maj. Jed Webbe                 | Richard Brooks       | June Allyson                      |
| 1953 | Beat the Devil        | Mai tare ca diavolul / Bate diavolul       | Billy Dannreuther              | John Huston          | Jennifer Jones, Gina Lollobrigida |
| 1954 | The Caine Mutiny      | Revolta de pe Caine                        | Lt. Cmdr. Philip Francis Queeg | Edward Dmytryk       |                                   |
| 1954 | Sabrina               | Sabrina                                    | Linus Larrabee                 | Billy Wilder         | Audrey Hepburn                    |
| 1954 | The Barefoot Contessa | Contesa desculță                           | Harry Dawes                    | Joseph L. Mankiewicz | Ava Gardner                       |
| 1955 | We're No Angels       | Nu suntem îngeri                           | Joseph                         | Michael Curtiz       |                                   |
| 1955 | The Left Hand of God  | Mâna stângă a Domnului                     | James "Jim" Carmody            | Edward Dmytryk       | Gene Tierney                      |
| 1955 | The Desperate Hours   | Ore de cumpănă / Orele disperate           | Glenn Griffin                  | William Wyler        |                                   |
| 1956 | The Harder They Fall  | Calea cea grea / Cu atât cad mai tare      | Eddie Willis                   | Mark Robson          | Jan Sterling                      |

### 1982
A apărut postum ca Phillip Marlowe în Dead Men Don't Wear Plaid - Morții nu poartă ecosez, regia Carl Reiner.

### 1995
Bogart a apărut postum în Povestiri din Criptă (sezonul 6 episodul 15) You Murderer (imagini de arhivă), episod în care mai joacă actorul John Lithgow și care este regizat de Robert Zemekis.

## Televiziune

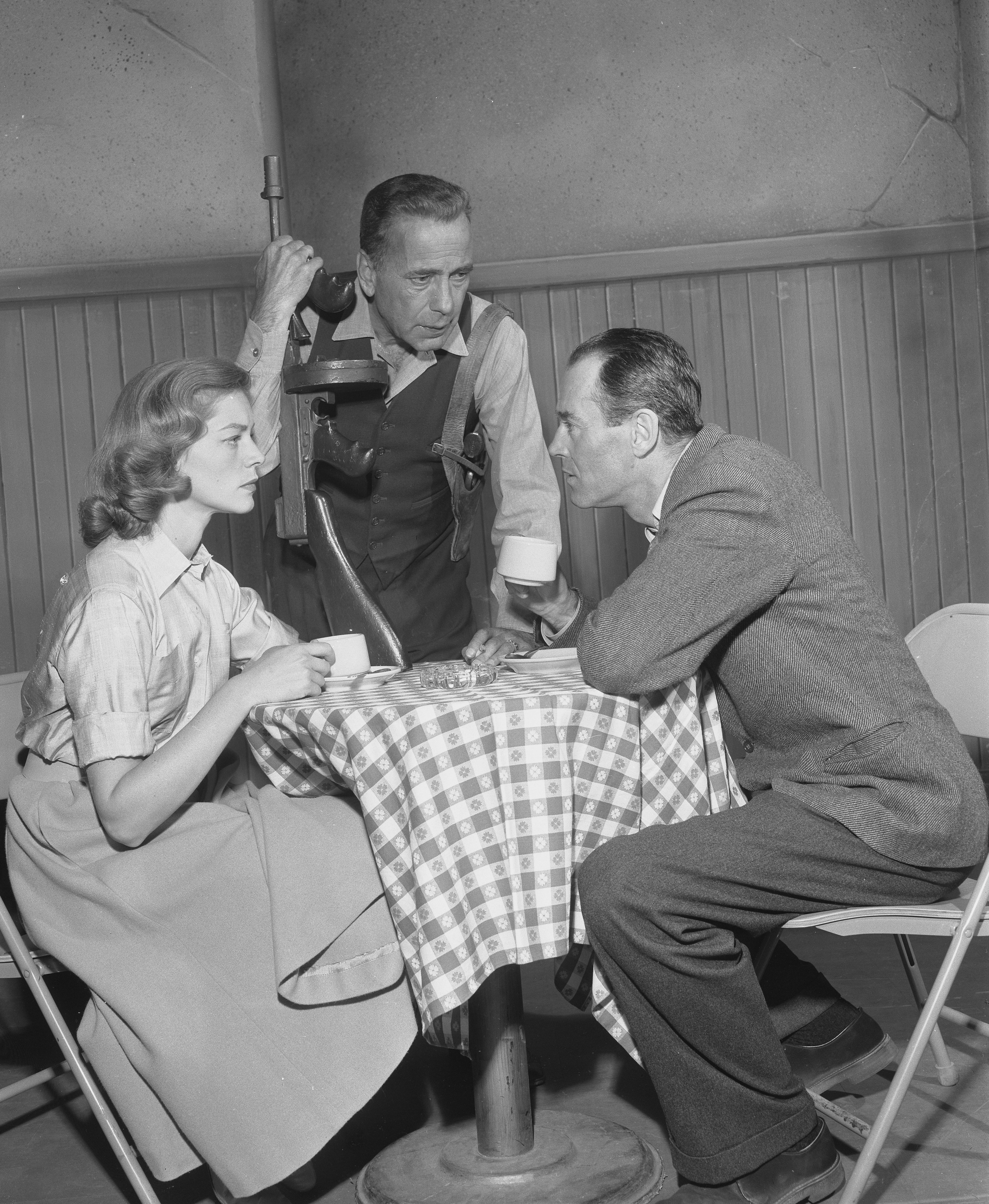
Lauren Bacall, Humphrey Bogart şi Henry Fonda în The Jack Benny Program ep. The Petrified Forest (1955)

- The Jack Benny Program (1953) - Babyface Bogart în ep. Humphrey Bogart Show
- Producers' Showcase (1955) - Duke Mantee în ep. The Petrified Forest
- Person to Person